# 惡女阿楚
《惡女阿楚》（英語：Mean Girl Ah Chu），2007年台灣偶像劇。由林樹橋、何琇瓊製作，張哲書執導，曾之喬、王少偉、陳奕、卓文萱主演。2007年1月4日開鏡，6月20日殺青，8月17日起於華視首播。本劇以高畫質拍攝播送，且受行政院新聞局台灣優質高畫質電視節目補助。

## 播出時間

### 首播
| 頻道                          | 所在地   | 播出日期      | 播出時間    |
| ----------------------------- | -------- | ------------- | ----------- |
| 華視主頻 （數位頻道同步播出） | 臺灣     | 2007年8月17日 | 每週五22:00 |
| 東森戲劇台                    | 臺灣     | 2007年8月25日 | 每週六16:30 |
| HiHD頻道                      | 臺灣     | 2008年8月2日  | 每天20:00   |
| 江蘇衛視                      | 中国大陆 | 2009年1月1日  | 每天07:50   |

## 演員陣容

### 主要演員
| 演員   | 角色            | 介紹                                                                                 |
| 曾之喬 | 殷楚楚          | 19歲，外號阿楚。年幼時一場大火失去了雙親，從此之後與從未見過面的爺爺殷天正住在一起。 |
| 王少偉 | 凌平之          | 23歲，大學生。自幼在小漁村長大，與母親相依為命。                                     |
| 陳奕   | 桂浩然          | 19歲，外號鬼娃，阿楚的鄰居兼死黨。                                                   |
| 卓文萱 | 汪芷兒 （Gigi） | 20歲，甜心派天后，《飛！飛！蒲公英》的女主角。                                       |

### 其他演員
| 演員       | 角色                | 介紹                                                             |
| 顧寶明     | 殷天正              | 50歲上下，阿楚的爺爺，「愛買不買」便利商店的老闆。               |
| 比莉       | 桂小春 （小春奶奶） | 50歲上下，鬼娃的奶奶，阿楚爺爺的好朋友。                         |
| 王俐人     | 高憶雯 （Evonne）   | 23歲，鬼娃的女友。個性白目，做事情總是不經深思熟慮。             |
| 亮哲       | 秦亮                | 22歲，《飛！飛！蒲公英》的男主角，與芷兒是同一家經紀公司的演員。 |
| 張克帆     | 寇經理 （寇冠軍）   | 35歲，經紀公司的經理，小八的主管。                               |
| 高明偉     | 董董 （董傑倫）     | 40歲，芷兒與秦亮經紀公司的老闆。                                 |
| 葛蕾       | 阿蘭                | 40歲，平之的母親。                                               |
| 浩子、阿翔 | 爆點雙寶            | 22歲，芷兒與秦亮經紀公司的助理。                                 |
| 呂蔓茵     | 馬蓮                | 38歲，《飛！飛！蒲公英》的導演。                                 |
| 胡康星     | 小八                | 22歲，本名張無忌，寇經理經紀公司的助理。                         |
| 郭鐵人     | 跳頭                | 20歲，本名陳曉明。阿楚和鬼娃的好友，花花的男友。                 |
| 亞里       | 花花                | 20歲，阿楚和鬼娃的好友，跳頭的女友。                             |
| 班鐵翔     | 楊濤浪              | 50歲上下，殷天正多年的好友。                                     |

## 電視劇歌曲
| 曲別   | 歌名           | 演唱者       | 作詞         | 作曲   |
| 片頭曲 | 青梅鐵馬       | 陳奕、曾之喬 | 喵           | 董修銘 |
| 片尾曲 | 需要愛         | 陳奕         | 何俊明       | 方裔如 |
| 插曲   | 請妳嫁給我     | 陳奕         | 何俊明、葉子 | 何俊明 |
| 插曲   | 不下雨的星期一 | 李雅微       | 孫達布       | 孫達布 |
| 插曲   | 冒險愛情       | 林冠吟       | 亮哲         | 林冠吟 |

## 製作團隊
- 監製：車慶餘
- 製作人：林樹橋、何琇瓊
- 企編：王冠
- 編劇：真點雅工作室
- 原著：柯志遠
- 導演：張哲書
- 製作公司：仲傑傳播有限公司、群和國際文化事業有限公司

- 統籌：陳然、張正吾、蔡茂林
- 執行製作人：吳聖文
- 策劃：童瀚萱
- 企劃：邱湘芸
- 執行製作：池宗榮
- 攝影師：韓紀軒
- 燈光師：陳冠廷
- 武術指導：王經緯
- 副導演：陳宥良
- 道具：蒲士誠
- 造型：謝建國、林思行
- 化妝：蕭嘉蓉
- 梳妝：范淑貞、游麗光
- 攝影組：合瑪製作股份有限公司（楊翔宇、黃耀田、蔡銘漢）
- 製作組：鍾勝鈞、黃嘉霖
- 專案執行：麻怡婷
- 專案企劃：鄭依婷
- 專案組：王楷甯、林冠宏
- 剪輯師：林佳樺
- 音效指導：吳嘉莉
- 音效：嘉莉錄音工房（簡淑歡、許勝雄、喬治）
- 後製：王楷甯、鍾函蓉
- 後製工程：合瑪製作股份有限公司
- 剪輯組：高國瑋、張郁晴、林聖傑、郭育憲
- 劇照師：陳怡誠、高平遠
- 燈光助理：王建名、黃偉傑、侯勝文
- 場務：陳輝弦、葛立寰
- 道具助理：柯玫秀
- 服裝管理：林佩怡
- 場記：陸彥男、李芳瑩、黃台盈
- 動畫設計：深入科技有限公司（BOBBY）
- 片頭設計：麻怡婷、光源影音科技股份有限公司（黃金盛）、深入科技有限公司（BOBBY）
- 宣傳動畫：酷分仔多媒體股份有限公司
- 音樂提供：豐華唱片股份有限公司、大步音樂製作有限公司
- 原著／寫真書發行：皇冠文化集團

## 外部連結
- 官方网站－華視（中文）[]
- 时光网上《惡女阿楚》的資料（简体中文）
- 豆瓣电影上《惡女阿楚》的資料 （简体中文）

## 作品的變遷
| 臺灣 華視主頻 每週五 22:00                                                                 | 臺灣 華視主頻 每週五 22:00                | 臺灣 華視主頻 每週五 22:00 |
| ------------------------------------------------------------------------------------------ | ----------------------------------------- | -------------------------- |
|                                                                                            | 惡女阿楚 （2007年8月17日－2008年1月25日） |                            |
| 天才衝衝衝 （2006年5月12日－2007年7月27日） 我要變成硬柿子 （2007年8月3日－2007年8月10日） | 我要變成硬柿子（重播）                    |                            |

| 臺灣 HiHD頻道 每天 20:00 - 21:00 | 臺灣 HiHD頻道 每天 20:00 - 21:00        | 臺灣 HiHD頻道 每天 20:00 - 21:00 |
| -------------------------------- | --------------------------------------- | -------------------------------- |
|                                  | 惡女阿楚 （2008年7月2日－2008年8月2日） |                                  |
| 孤戀花                           | 野性中国                                |                                  |